# サタドラ
『サタドラ』は、テレビ東京系列で2021年4月10日から9月25日まで、毎週土曜23:25 - 23:55に放送された連続ドラマ枠である。

## 概要
2021年4月改編で、それまで当該時間帯で放送されていた『追跡LIVE! Sports ウォッチャー』が30分前倒しされることに伴って新設されたドラマ枠である。軽いタッチのラブコメドラマが流行する時勢に逆らい、濃いめのメロドラマを打ち出す枠となっている。
テレビ東京が土曜深夜帯にて連続ドラマを放送するのは、2016年4月から2018年3月まで設置されていた『土曜ドラマ24』以来3年ぶりのことである。
2021年10月改編においてわずか半年で廃枠となる。2022年4月改編で新設された水曜未明の深夜ドラマ枠（0:30 - 1:00）において、本枠と似たサスペンスドラマが中心かつ1クール未満で終了するドラマを放送していたが、同年10月改編より「ドラマチューズ!」という枠名が付き、路線が変更された。

## 作品

### 2021年
| # | タイトル                              | 放送期間          | 話数  | 主演         | 原作       | 備考                                      |
| - | ------------------------------------- | ----------------- | ----- | ------------ | ---------- | ----------------------------------------- |
| 1 | 私の夫は冷凍庫に眠っている            | 4月10日 - 5月15日 | 全6話 | 本仮屋ユイカ | 八月美咲   |                                           |
| 2 | 春の呪い                              | 5月22日 - 6月26日 | 全6話 | 髙橋ひかる   | 小西明日翔 |                                           |
| 3 | 女の戦争〜バチェラー殺人事件〜        | 7月3日 - 8月7日   | 全6話 | 古川雄大     |            | ドラマオリジナル作品                      |
| 4 | ドラマ「家、ついて行ってイイですか?」 | 8月14日 - 9月25日 | 全7話 | 竜星涼       |            | 「家、ついて行ってイイですか?」のドラマ化 |

## ネット局
定期ネット局
| 放送対象地域   | 放送局                | 系列           | 放送日時（JST）    | ネット状況 | 備考 |
| -------------- | --------------------- | -------------- | ------------------ | ---------- | ---- |
| 関東広域圏     | テレビ東京（TX）      | テレビ東京系列 | 土曜 23:25 - 23:55 | 制作局     |      |
| 北海道         | テレビ北海道（TVh）   | テレビ東京系列 | 土曜 23:25 - 23:55 | 同時ネット |      |
| 愛知県         | テレビ愛知（TVA）     | テレビ東京系列 | 土曜 23:25 - 23:55 | 同時ネット |      |
| 大阪府         | テレビ大阪（TVO）     | テレビ東京系列 | 土曜 23:25 - 23:55 | 同時ネット |      |
| 岡山県・香川県 | テレビせとうち（TSC） | テレビ東京系列 | 土曜 23:25 - 23:55 | 同時ネット |      |
| 福岡県         | TVQ九州放送（TVQ）    | テレビ東京系列 | 土曜 23:25 - 23:55 | 同時ネット |      |

不定期ネット局

## ネット配信
- 動画配信サービスParavi（サブスクリプション）で先行配信[3]。
- ネットもテレ東（公式サイト、TVer、GYAO!、ニコニコチャンネル）で地上波放送終了後に最新回が広告付き無料配信された。